# Ideopsis metaxa
Ideopsis metaxa är en fjärilsart som beskrevs av Hans Fruhstorfer 1910. Ideopsis metaxa ingår i släktet Ideopsis och familjen praktfjärilar. Inga underarter finns listade i Catalogue of Life.